# گل‌تپه (ارومیه)
گل تپه، روستایی است از توابع بخش انزل جنوبی و در شهرستان ارومیه استان آذربایجان غربی ایران قرار دارد.   مردمان این روستا اصالتا از اهالی روستای کهریز میباشد که کمتر از 60 سال هست که به سواحل غربی دریاچه ارومیه مهاجرت کرده و سکنی گزیدند که امروزه به  نام گل تپه مشهور است، اکثریت اهالی این روستا را ترک‌های سنی حنفی مذهب و اقلیت کوچیکی از آن را کُردهای جلالی و کرمانج شکاک که همگی از  مهاجران ماکو و صومای برادوست میباشد که در گل تپه ساکن شدند، مذهب آنها سنی شافعی هستند.

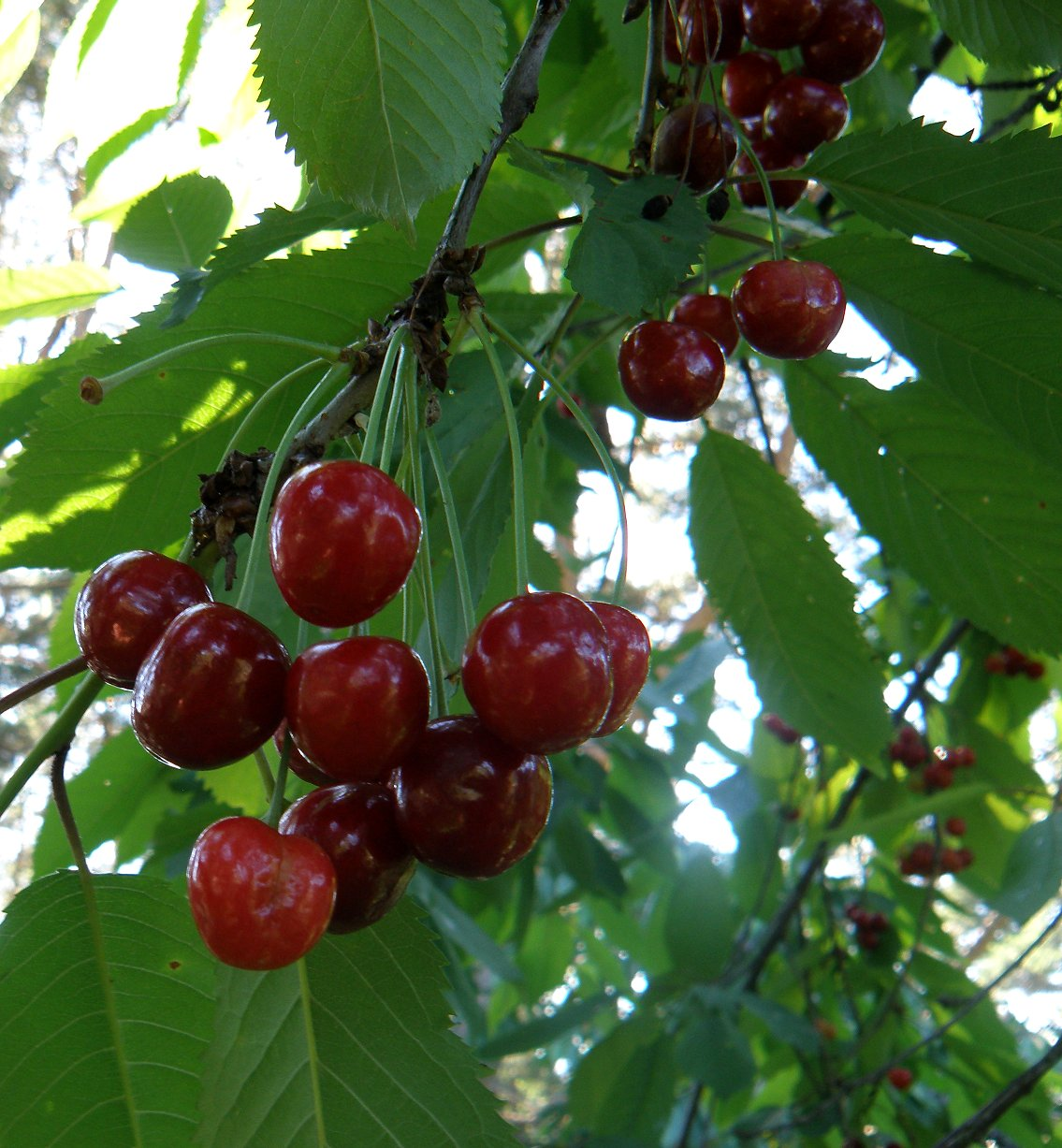

## جمعیت
این روستا در دهستان انزل جنوبی قرار داشته و بر اساس سرشماری سال۱۳۹۰ جمعیّت آن بیش از ۳۰۰۰نفر (۴۰۱ خانوار)
بوده‌است.

## باغداری
اکثر جمعیت این روستا از راه باغداری امرار معاش می‌کنند باغات این روستا ترتیب اهمیت شامل درختان گیلاس سیب هلو آلبالو گلابی گردو هستند. میوه گیلاس این روستا به شهرهای ارومیه، تهران، تبریز در داخل کشور و مسکو در خارج از کشور صادر می‌شود.

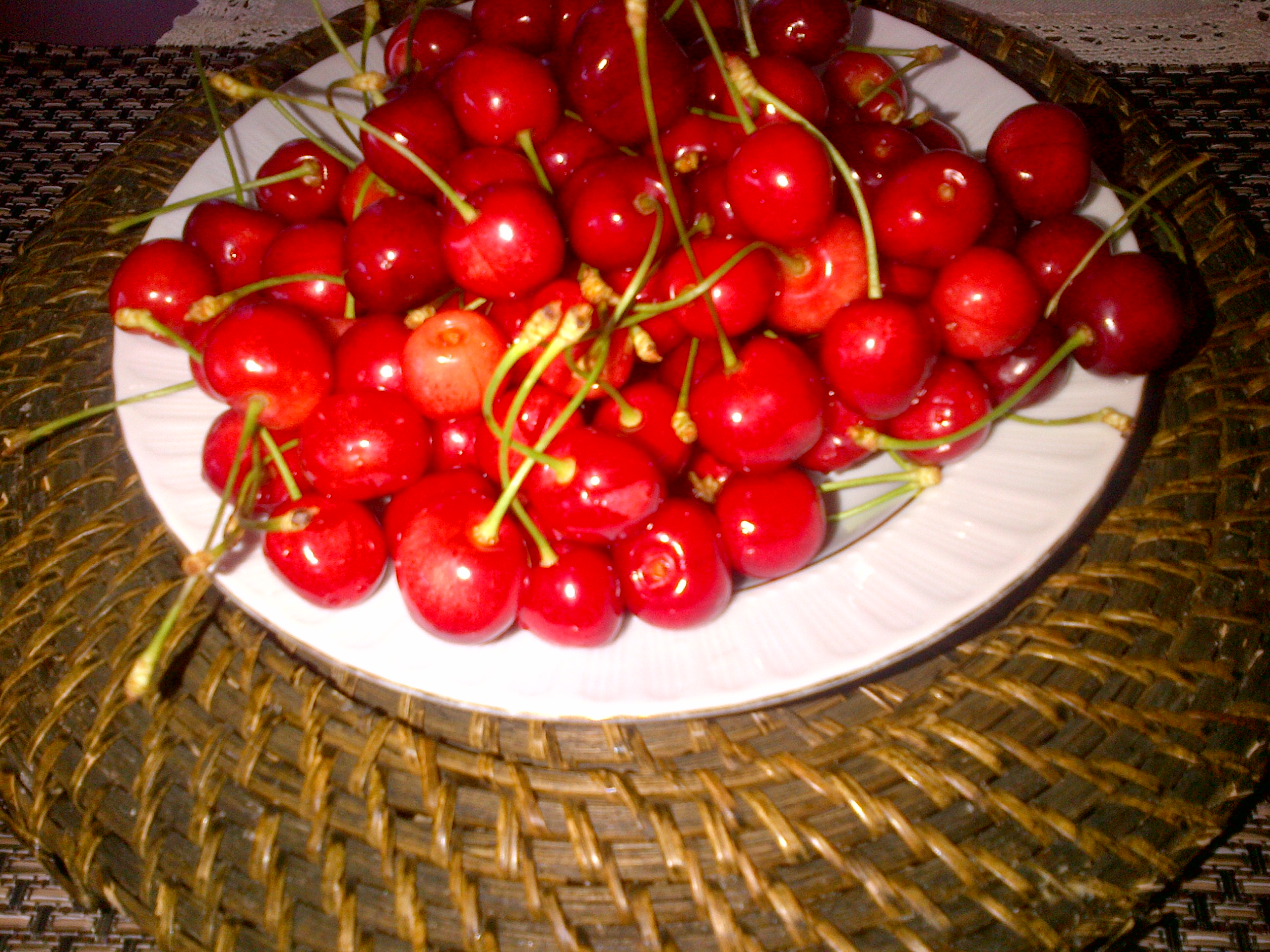
ره آورد گل تپه: گیلاس

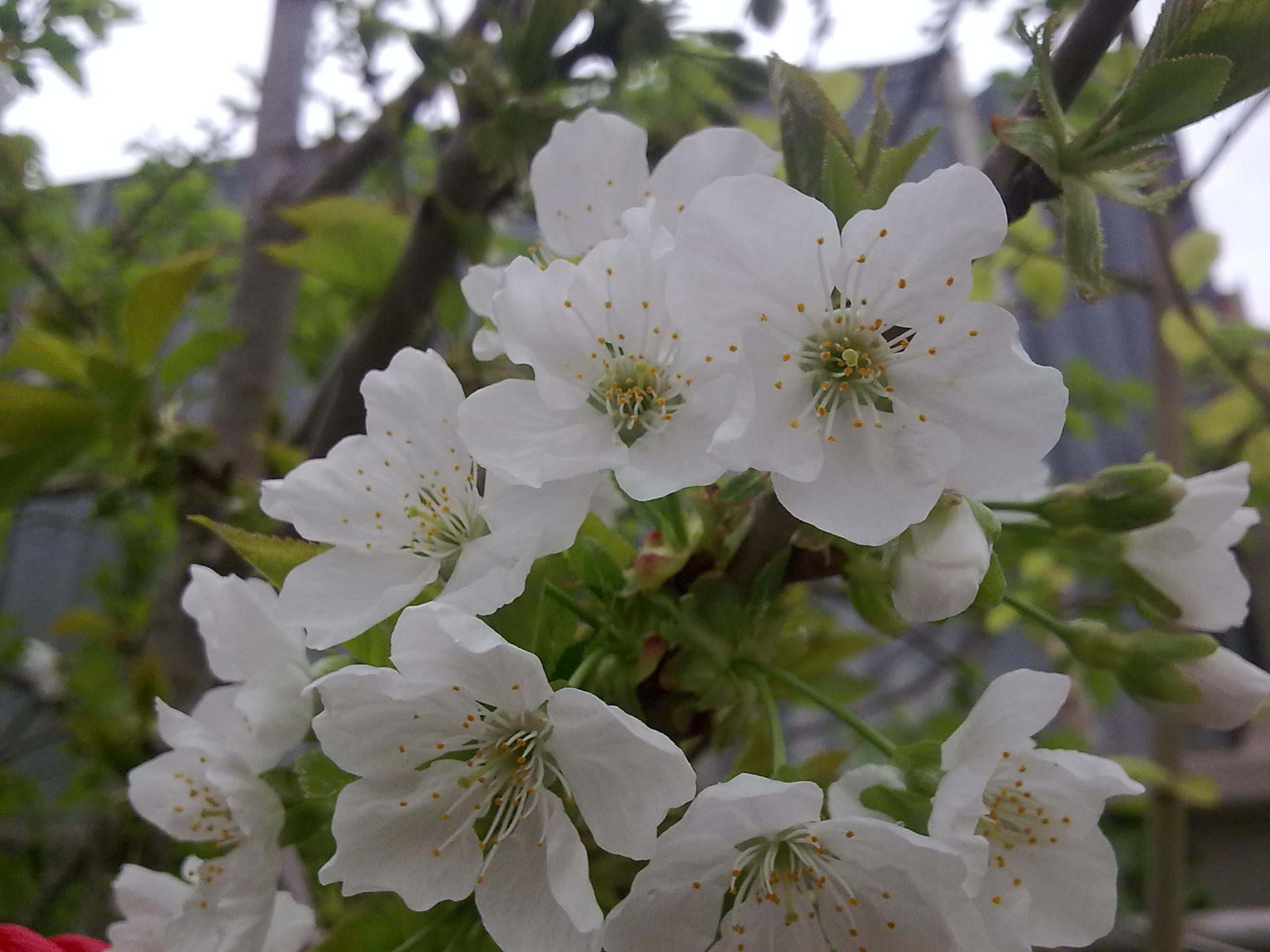